# Lane Smith
Walter Lane Smith III (Memphis, 29 de abril de 1936-Los Ángeles, 13 de junio de 2005) fue un actor estadounidense. Es principalmente conocido por sus apariciones en series de televisión, encarnando a personajes como Nathan Bates en la serie V, el periodista Perry White en la serie Lois & Clark y Richard Nixon en la película The Final Days, por la que fue nominado al premio Globo de Oro.
En abril de 2005 a Lane Smith se le diagnosticó esclerosis lateral amiotrófica. Murió tres meses después como consecuencia de esta enfermedad, en su casa de Northridge (Los Ángeles), a la edad de 69 años.

## Filmografía

### Cine
- 1966: Unholy Matrimony, como hombre en la fiesta (sin acreditar).
- 1970: Maidstone
- 1973: The Last American Hero, como Rick Penny
- 1973: Cops and Robbers, como criminal
- 1974: Man on a Swing, como Virginia De Leo
- 1975: Rooster Cogburn, como Leroy
- 1976: Network, como Robert McDonough
- 1977: Between the Lines, como Roy Walsh
- 1977: The Bad News Bears in Breaking Training, como el agente Mackle
- 1978: Blue Collar, como Clarence Hill
- 1978: On the Yard, como Blake
- 1980: On the Nickel, como el predicador
- 1980: Honeysuckle Rose, como Brag, gerente de Cotton
- 1980: Resurrection, como Don
- 1981: Prince of the City, como Tug Barnes
- 1981: Soggy Bottom, U.S.A., como Smilin' Jack
- 1982: Frances, como Dr. Symington
- 1984: Purple Hearts, como el comodoro Markel
- 1984: Red Dawn, como el mayor Bates
- 1984: Places in the Heart, como Albert Denby
- 1986: Native Son, como Britton
- 1987: Weeds, como Claude
- 1988: Prison, como Warden Eaton Sharpe
- 1989: Race for Glory, como Joe Gifford
- 1989: Night Game, como Witty
- 1990: Air America, como el senador Davenport
- 1992: My Cousin Vinny, como D. A. Jim Trotter, III
- 1992: The Mighty Ducks, como el entrenador Jack Reilly
- 1992: The Distinguished Gentleman, como Dick Dodge
- 1993: Son in Law, como Walter Warner
- 1994: The Flight of the Dove, como Stephen Hahn
- 1994: The Scout, como Ron Wilson
- 1996: The War at Home (sin acreditar)
- 1998: Getting Personal, como Dr. Maddie
- 1998: Why Do Fools Fall in Love, como Ezra Grahme
- 1998: Hi-Lo Country, como Steve Shaw
- 2000: The Caprice, como Thunderhead
- 2000: The Legend of Bagger Vance, como Grantland Rice

### Televisión
- 1975: Kojak, como Clyde Regan. Episodio: «Queen of the Gypsies»
- 1975: Valley Forge, como Spad. Película de televisión de NBC
- 1975 y 1979: The Rockford Files, como Willet y el agente Donnegan de la CIA. Episodios: «Claire», y «The Battle-Ax and the Exploding Cigar»
- 1977: The Displaced Person, película de televisión
- 1977: The Court-Martial of George Armstrong Custer. Película de televisión de NBC
- 1978: A Death in Canaan, como Bob Hartman. Película de televisión de CBS
- 1978: Crash, como el ingeniero de vuelo Romano. Película de televisión de ABC
- 1979: The Solitary Man, como Jack Collins. Película de televisión de CBS
- 1979: Disaster on the Coastliner, como John Carlson. Película de televisión de ABC
- 1980: City in Fear, como Brian. Película de televisión de ABC
- 1980: Gideon's Trumpet, como Fred Turner. Película de televisión de CBS
- 1980: A Rumor of War, como el sargento William Holgren. Miniserie de CBS
- 1980: The Georgia Peaches, como Randolph Dukane. Película de televisión de CBS (piloto que no llegó a emitirse).
- 1980: Mark, I Love You, como Don Payer. Película de televisión de CBS
- 1981: Dallas, como fiscal. Episodio: «Gone, como but not forgotten»
- 1981: Dark Night of the Scarecrow, como Harless Hocker. Película de televisión de CBS
- 1981: Hart to Hart, como Roy Hamlin. Episodio: «Hart, Line, and Sinker»
- 1982: Prime Suspect, como Tom Keating. Película de televisión de CBS
- 1982: Thou Shalt Not Kill, como Clarence Blake. Película de televisión de NBC
- 1982: Lou Grant, como el doctor Lawrence. Episodio: «Unthinkable»
- 1982: Quincy, como M.E., como el doctor Paul Flynn. Episodio: «Science for Sale»
- 1982: The Member of the Wedding, como Mr. Addams. Película de televisión
- 1983: Special Bulletin, como Morton Sanders. Película de televisión de NBC
- 1983: Chiefs, como Hoss Spence. Miniserie de CBS
- 1984: Something About Amelia, como el agente Dealy. Película de televisión de ABC
- 1984-1985: V, como Nathan Bates (13 episodios).
- 1985: Hill Street Blues, como Mike. Episodio: «El Capitán»
- 1985: Beverly Hills Cowgirl Blues, como el capitán Max Rosenberg. Película de televisión de CBS
- 1985: Bridge Across Time, como Anson Whitfield. Película de televisión de NBC
- 1986: Amazing Stories (Cuentos asombrosos), como el doctor Caruso. Episodio: «Dorothy and Ben»
- 1986: The Twilight Zone, como el profesor Joseph Fitzgerald. Segmento: «Profile in Silver»
- 1986: Dress Gray, como el coronel King. Película de televisión de NBC
- 1986: If Tomorrow Comes, como Warden Brannigan. Miniserie de CBS
- 1986: Alfred Hitchcock Presents, como Robert Warren. Episodio: «Happy Birthday»
- 1986: Kay O'Brien, como el doctor Robert Moffitt (13 episodios).
- 1987: A Place to Call Home, como Sam. Película de televisión de CBS
- 1988: In the Heat of the Night, como Sonny Mims. Episodio: «Road Kill»
- 1988: Killer Instinct, como el doctor Butler. Película de televisión de NBC
- 1989: Murder, She Wrote, como el jefe de policía Underwood. Episodio: «The Search for Peter Kerry»
- 1989: The Final Days, como Richard Nixon. Película de televisión de ABC
- 1989: Nominado al Golden Globe Award,
- 1990: Challenger, como Larry Mulloy. Película de televisión de ABC
- 1990: Blind Vengeance, como el coronel Blanchard. Película de televisión de NBC
- 1991: Good Sports, como R. J. Rappaport. 21 episodios
- 1991: Good & Evil, como Harlan Shell
- 1991: False Arrest, como Martin Busey. Película de televisión de ABC
- 1992: Duplicates, como Mr. Fryman. Película de televisión de USA Network
- 1993-1997: Lois & Clark: The New Adventures of Superman, como Perry White 84 episodios
- 1994: Murphy Brown, solo como voz de Danger Duke (episodio: «Where have you gone, Joe DiMaggio?»).
- 1995: Dweebs, como. Episodio: «The Cyrano show»
- 1996: Clueless, como Dan Hafner. Episodio: «Romeo & Cher»
- 1997: Alien Nation: The Udara Legacy, como el senador Silverthorne. Película de televisión de FOX
- 1998: The Outer Limits, como el Dr. Malcolm Boussard. Episodio: «Glyphic»
- 1998: From the Earth to the Moon, como Emmett Seaborn. Película de televisión de HBO
- 1999: Walker, como Texas Ranger, como el reverendo Thornton Powers. Episodio: «Power angels»
- 1999: Inherit the Wind, como el reverendo Jeremiah Brown. Película de televisión de Showtime
- 2000: King of the Hill, como Charlie Fortner
- 2000: Nate Hashaway (voz). Episodios: «Hanky Panky», «Meet the Propaniacs», y «Flush with Power»
- 2001: Bull, como Russell Dantly. Episodio: «Amen»
- 2001: DAG, como el agente Baxter. Episodio: «The Triangle Report»
- 2001: WW3, como John Sullivan. Película de televisión de Fox
- 2001: The Practice, como el juez H. Finkel. Episodio: «The Candidate»
- 2002: Judging Amy, como Mr. Radford. Episodio: «People of the Lie»
- 2003: Out of Order, como Frank. Película de televisión.